# 가르셀 보베
가르셀 보베(프랑스어: Garcelle Beauvais, 1966년 11월 26일 ~ )는 아이티 출신의 미국 배우이다.

## 출연 작품

### 영화
- 구혼 작전 (1988)
  - 커밍 2 아메리카 (2021)
- 화이트 하우스 다운 (2013)
- 스파이더맨: 홈커밍 (2017)

### 텔레비전
- 뉴욕경찰 24시 (2001-04)